# Entre tú y yo (álbum de Rocío Dúrcal)
Entre tú y yo es el título del 14°. álbum de estudio grabado por la cantante española Rocío Dúrcal, Fue lanzado al mercado bajo el sello discográfico RCA Ariola en 1983. El álbum fue dirigido y realizado por el reconocido compositor y productor español Rafael Pérez Botija,  Tras el éxito de su anterior álbum de la artista Confidencias (1981) Rocío Dúrcal decide interpretar nuevamente otro álbum de baladas románticas junto con el español y a la vez siendo el último producido por Pérez Botija, lanzando como primer sencillo "Jamás te dejaré" posesionándose rápidamente en los primeros lugares de sintonía radial. El álbum logró conseguir Disco de Platino y Disco de Oro en México.

## Lista de canciones
- Todas las canciones escritas y compuestas por Rafael Pérez Botija.

|     | Título                    | Autor               | Duración |
| --- | ------------------------- | ------------------- | -------- |
| 1.  | Jamás te dejaré           | Rafael Pérez Botija | 3:19     |
| 2.  | Tú sí que sabes amar      | Rafael Pérez Botija | 3:58     |
| 3.  | ¿Nos hemos vueltos locos? | Rafael Pérez Botija | 3:51     |
| 4.  | Tú foto en la pared       | Rafael Pérez Botija | 3:52     |
| 5.  | Bailemos otra vez         | Rafael Pérez Botija | 3:43     |
| 6.  | Yo no sirvo para ti       | Rafael Pérez Botija | 3:41     |
| 7.  | Limosna de amor           | Rafael Pérez Botija | 3:52     |
| 8.  | Amor, no gracias          | Rafael Pérez Botija | 4:11     |
| 9.  | Fruta verde               | Rafael Pérez Botija | 3:40     |
| 10. | ¿Por qué será?            | Rafael Pérez Botija | 3:19     |

## Certificaciones Obtenidas Por El Álbum
- Certificaciones[2]

| País      | Certificación    |
| --------- | ---------------- |
| México    | Disco de Platino |
| México    | Disco de oro     |
| Venezuela | Disco de oro     |
| Argentina | Disco de oro     |

## Músicos
- Rocío Dúrcal (Voz).
- Cuerda de "¿Por qué será?" Y "Tú sí que sabes amar" escrita por Claire Fisher.
- Cuerda de "Fruta verde" escrita por John Davies.